# Kaminahu
Kaminahu (altsüdarabisch kmnhw; heute Kamna) ist der Name einer altsüdarabischen Stadt im nördlichen Dschauf im heutigen Jemen, 107 km nordnordöstlich von Sana'a auf etwa 1100 m über N.N.
In der Frühzeit war Kaminahu ebenso wie die anderen Städte des Dschauf wie Haram und Naschān ein eigener Stadtstaat. Um 715 v. Chr. wurde Kaminahu von Yitha'amar Watar I. von Saba unterworfen, nachdem es Naschān und die Nachbarstadt Manhiyat annektiert hatte. Im von Karib’il Watar I. (um 685 v. Chr.) geführten Krieg Sabas gegen Naschan und wohl auch gegen Ausan unterstützte Ilsamaʿ von Kaminahu gemeinsam mit Yadhmurmalik von Haram die Sabäer; zur Belohnung wurde Kaminahu ein eroberter Bewässerungskanal von Naschān zugeteilt. Zu dieser Zeit scheint Kaminahu seine Blütezeit erlebt zu haben, denn Ilsamaʿ wird auf vielen Inschriften genannt. Außerdem berichten Bauinschriften, dass Ilsamaʿ Nabaṭ von Kaminahu die Stadtbefestigung von Naschq gebaut habe. Die verschiedenen Weiheinschriften aus dieser Zeit lassen darauf schließen, dass in Kaminahu neben Athtar Hagar, einer Sondergestalt des Gottes Athtar, auch die lokalen Götter Nabʿal und Mdhww verehrt wurden. Mit der Gründung des Reiches Ma'in im 6. Jahrhundert v. Chr. verlor Kaminahu seine Bedeutung.
Siehe auch den Artikelabschnitt: Architekturgeschichte Südarabien

## Könige von Kaminahu
Die Reihenfolge und Datierung der meisten Könige ist ungeklärt.
- 'Ammyithaʿ und ʿAmmschafiq (Zugehörigkeit zu Kaminahu unsicher)
- Muhaqim und Ilsamaʿ
- Ilsamaʿ, wohl identisch mit dem Koregenten des Muhaqim
- Nabatʿali (Amir), Sohn des Ilsamaʿ, Verbündeter des Karib’il Watar I. (um 685 v. Chr.)
- Ḏmrkrb Rym, Sohn des Ilsamaʿ[4]
- S[...] (möglicherweise Sumhuyafa)
- Ilsamaʿ Nabaṭ
- Wahbu, Sohn des Mas'ud
- Ilsamaʿ Ḏrḥn[5]